# العلاقات الجورجية الفلسطينية
العلاقات الجورجية الفلسطينية هي العلاقات الدولية بين جورجيا ودولة فلسطين.

## التاريخ
بدأت العلاقات الدولية الرسمية بين جورجيا وفلسطين منذ 25 أبريل 1992م، وذلك بعد أن اعترفت جورجيا بدولة فلسطين التي أُعلنت عام 1988م، ويتمتع البلدان بعلاقات دبلوماسية.
ولم تشارك الحكومة الجورجية في تصويت اليونسكو على قبول العضوية الكاملة لفلسطين. حيث صوتت جورجيا لصالح منح فلسطين صفة مراقب غير عضو في الأمم المتحدة. وذكرت حكومة تبليسي عند شرح موقف الأمة في الجمعية العامة أن "جورجيا متاخمة جغرافيا للشرق الأوسط وتؤيد إنشاء دولة فلسطين".

## مقارنة بين البلدين
هذه مقارنة عامة ومرجعية للدولتين:
| وجه المقارنة                                              | فلسطين                                   | جورجيا                          |
| --------------------------------------------------------- | ---------------------------------------- | ------------------------------- |
| المساحة (كم2)                                             | 6.02 ألف                                 | 69.70 ألف                       |
| عدد السكان (نسمة)                                         | 5.16 مليون                               | 3.72 مليون                      |
| الكثافة السكانية (ن./كم²)                                 | 731                                      | 53.37                           |
| العاصمة                                                   | القدس                                    | تبليسي، كوتايسي                 |
| اللغة الرسمية                                             | اللغة العربية                            | اللغة الجورجية، اللغة الأبخازية |
| العملة                                                    | شيكل إسرائيلي، دينار أردني، جنيه فلسطيني | لاري جورجي                      |
| الناتج المحلي الإجمالي (بليون دولار)                      | 14.61 مليار                              | 15.16 مليار                     |
| الناتج المحلي الإجمالي (تعادل القوة الشرائية) بليون دولار | 26.48 مليار                              | 35.68 مليار                     |
| الناتج المحلي الإجمالي الاسمي للفرد دولار أمريكي          | 3.20 ألف                                 | 3.79 ألف                        |
| مؤشر التنمية البشرية                                      | 0.708                                    | 0.754                           |
| رمز المكالمات الدولي                                      | +970                                     | +995                            |
| رمز الإنترنت                                              | .ps                                      | .ge                             |
| المنطقة الزمنية                                           | توقيت فلسطين                             | ت ع م+04:00                     |